# Eleição municipal de Trindade (Goiás) em 2024
A eleição municipal da cidade de Trindade em 2024 ocorreu no dia 6 de outubro (turno único), com o objetivo de eleger um prefeito, um vice-prefeito e 19 vereadores, responsáveis pela administração da cidade de 2025 a 2028.
O prefeito titular Marden Júnior (União Brasil) foi reeleito com 57,30% dos votos válidos, a frente de George Morais (PDT), com 33,89%, e Roni Ferreira (PSDB), com 8,81% dos votos válidos. A eleição em Trindade 72 967 votos totais.

## Calendário eleitoral
| Início        | Fim           | Atividades | Status    |
| ------------- | ------------- | --- | --------- |
| 7 de março    | 5 de abril    | Janela partidária para vereadores trocarem de partido visando concorrer às eleições sem perder o mandato. | Realizado |
| 6 de abril    | 6 de abril    | Data-limite para todas as legendas e federações partidárias obterem o registro dos estatutos no TSE e para todos os candidatos terem domicílio eleitoral na circunscrição em que desejam disputar as eleições com a filiação deferida pelo partido. | Realizado |
| 15 de maio    | 15 de maio    | Início da campanha de arrecadação prévia de recursos na modalidade de financiamento coletivo para pré-candidatos, sem realização de pedidos de voto e obedecendo a regras relativas à propaganda eleitoral na Internet.                             | Realizado |
| 20 de julho   | 5 de agosto   | Realização de convenções partidárias para deliberar sobre coligações e escolher candidatos às prefeituras e aos cargos de vereador. Os partidos têm até 15 de agosto para registrar os nomes na Justiça Eleitoral.                                  | Realizado |
| 16 de agosto  | 16 de agosto  | Início das campanhas eleitorais de forma igualitária, podendo qualquer publicidade ou manifestação com pedido explícito de voto antes da data ser considerada irregular e multada.                                                                  | Realizado |
| 30 de agosto  | 3 de outubro  | Veiculação da propaganda eleitoral gratuita no rádio e na televisão. | Realizado |
| 6 de outubro  | 6 de outubro  | Realização do primeiro turno das eleições municipais. | Realizado |
| 11 de outubro | 25 de outubro | Veiculação da propaganda eleitoral gratuita no rádio e na televisão para o segundo turno. | Realizado |
| 27 de outubro | 27 de outubro | Realização de um eventual segundo turno nas cidades com mais de 200 mil eleitores em que o candidato a prefeito mais votado não tenha atingido a metade mais um dos votos válidos.                                                                  | Realizado |

## Candidatos a prefeito
| Número eleitoral | Pré-candidato(a) a prefeito | Pré-candidato(a) a prefeito | Pré-candidato(a) a prefeito                                                                                               | Pré-candidato a vice-prefeito | Pré-candidato a vice-prefeito |
| Número eleitoral | Nome                        | Partido                     | Último cargo eletivo | Nome                          | Partido                       |
| ---------------- | --------------------------- | --------------------------- | --- | ----------------------------- | ----------------------------- |
| 12               | George Morais               | PDT                         | Prefeito de Santa Bárbara de Goiás (1993-1997), Deputado Estadual de Goiás (1999-2001) e Prefeito de Trindade (2001-2008) | Dr. Daniel                    | PDT                           |
| 44               | Marden Júnior               | UNIÃO                       | Vereador de Trindade (2017-2020), Prefeito de Trindade (2021-2024)                                                        | Juan Darrot                   | MDB                           |
| 45               | Roni Ferreira               | PSDB                        | Vereador de Trindade (2013-2020)                                                                                          | Pastor Tiago Souza            | PSDB                          |

## Resultados

### Prefeito
| Candidato(a)           | Vice                      | 1º turno 6 de outubro de 2024 | 1º turno 6 de outubro de 2024 |
| Candidato(a)           | Vice                      | Total                         | Percentagem                   |
| ---------------------- | ------------------------- | ----------------------------- | ----------------------------- |
| Marden Júnior (UNIÃO)  | Juan Darrot (MDB)         | 39 189                        | 57,30%                        |
| George Morais (PDT)    | Dr. Daniel (PDT)          | 23 177                        | 33,89%                        |
| Roni Ferreira (PSDB)   | Pastor Tiago Souza (PSDB) | 6 028                         | 8,81%                         |
| Total de votos válidos | Total de votos válidos    | 68 394 votos                  | 93,73%                        |
| → Votos em branco      | → Votos em branco         | 1 844                         | 2,53%                         |
| → Votos nulos          | → Votos nulos             | 2 729                         | 3,74%                         |
| Total                  | Total                     | 72 967                        | 100%                          |

### Vereadores eleitos
| Candidato(a)             | Partido      | Votação | Votação     |
| ------------------------ | ------------ | ------- | ----------- |
| Candidato(a)             | Partido      | Total   | Porcentagem |
| Maurinho de Paula        | UNIÃO        | 2603    | 3,73%       |
| Johnatan Reis            | UNIÃO        | 2264    | 3,24%       |
| Dr. Dyego                | UNIÃO        | 2000    | 2,86%       |
| Weslley Cabeção          | PRD          | 1674    | 2,40%       |
| Helio Braz               | MDB          | 1407    | 2,01%       |
| Bruno Noronha            | MDB          | 1386    | 1,98%       |
| Pastor Zeca              | PP           | 1163    | 1,66%       |
| Fabiano Pimenta          | PP           | 1125    | 1,61%       |
| Thiago Cicinho           | Podemos      | 1073    | 1,54%       |
| Manin do Esporte         | PDT          | 971     | 1,38%       |
| Vaguinho                 | PP           | 970     | 1,39%       |
| Professor Wanderson Tatu | UNIÃO        | 965     | 1,38%       |
| Dr. Wanderley Ferreira   | Podemos      | 957     | 1,37%       |
| Pastor Alex Nepomoceno   | PL           | 944     | 1,35%       |
| Arthur Costa             | Republicanos | 884     | 1,27%       |
| Diana Camargo            | NOVO         | 832     | 1,19%       |
| Raimundo Neto            | PDT          | 764     | 1,09%       |
| Helton Curika            | Podemos      | 752     | 1,08%       |
| Carlinhos Advogado       | NOVO         | 752     | 1,08%       |